# HKT48 vs NGT48 指北合戰
《HKT48 vs NGT48指北合戰》（日語：HKT48 vs NGT48 さしきた合戦）是日本電視台自2016年1月12日至3月29日，於日本時間每週二凌晨1時29分至59分播放的深夜綜藝節目。此節目是女子偶像團體HKT48與NGT48所共同擁有的冠名節目，由HKT48的資深成員也同時是劇場經理的指原莉乃擔任節目主持人。節目名稱中的「指北」實際上是主持人指原莉乃與NGT48的隊長北原里英兩人的合稱，由兩人帶領著兩團體的成員，在節目中以不同的競賽主題進行對抗。

## 節目特色與流程
以關東地方（東京首都圈）做為主要播放地區的《指北合戰》是以毛利忍為核心的日本電視台製作團隊繼2015年冬季檔的《AKB48的今夜來外宿》（AKB48の今夜はお泊りッ）之後，與AKB48集團最新的合作作品。兩位冠名的成員指原莉乃與北原里英除了分別擔任HKT48與NGT48兩姊妹團體的領隊之外，二人在自AKB48移籍至各自所屬的團體之前也是同期（AKB48五期生）的好友。由於NGT48是在2015年8月時才新成立的團體，因此這節目也成為NGT48成立以來第一個在關東地方播放的無線電視台節目。
節目主要是在攝影棚拍攝，每集皆由名單不固定的HKT48與NGT48成員參與，在棚內以不同的主題進行競賽爭取積分。除了由指原莉乃擔任主持外，部分集數也有邀請不同的藝人以特別來賓的身份上節目擔任競賽的評審。另外除了棚內拍攝的主節目內容外，每集的節目後半都有一小段外景單元《HKT48×NGT48食少女》的節錄，此單元與毛利製作人團隊過去曾與AKB48集團合作過的另一個節目《AKB48旅少女》類似，每集皆由特定原因選出的幾名HKT48或NGT48成員進行外景拍攝，造訪不同風格的餐廳，以一邊品嚐美食一邊聊天的方式進行的外景單元。
除了在無線電視頻道上播放外，《指北合戰》與許多日本電視台所製播的電視節目同樣，可在日本電視台所收購的線上影片網站日本Hulu上付費收看。可付費收看的部分包含原本的主節目，與完整版的《HKT48×NGT48食少女》。

## 集數
| 集數 | 日期    | 對決內容                       | 食少女成員                |
| ---- | ------- | ------------------------------ | ------------------------- |
| 01   | 1月11日 | 初次見面的staff能否記住名字    | 荻野、西潟、清司          |
| 02   | 1月18日 | 外國人來選擇,你是假偶像        | 太野、中井、西村          |
| 03   | 1月25日 | 體力三番勝負                   | 田島、田中美、本村        |
| 04   | 2月1日  | 得意技Cosplay發表會            | 田中菜、熊沢、深川        |
| 05   | 2月8日  | 奧斯卡最佳表情獎               | 村雲、山口、奈良          |
| 06   | 2月15日 | 家人情報大揭密                 | 松岡菜、若田部、今村 村川 |
| 07   | 2月22日 | 超級壓力對決                   | 高倉、本間、宮島          |
| 08   | 2月29日 | 氣喘吁吁賣萌大賽               | 駒田、坂口、冨吉          |
| 09   | 3月7日  | 洞察推理能力三番勝負           | 小熊、菅原、角            |
| 10   | 3月14日 | 任天堂遊戲對決                 | 宮脇、村重                |
| 11   | 3月21日 | 魔法對決                       | 兒玉、加藤、山田野        |
| 12   | 3月28日 | 最終三番勝負                   | 指原 北原                 |
| DVD  | 特典    | HKT慶功會 NGT反省會 未公開畫面 |                           |

## 外部連結
- （日語）節目官方網站（页面存档备份，存于）（日本電視台）